# هاینریش شوابه
هاینریش شوابه (انگلیسی: Heinrich Schwabe؛ ۲۵ اکتبر ۱۷۸۹ – ۱۱ آوریل ۱۸۷۵) یک دانشمند در زمینه اخترشناسی اهل آلمان بود.